# Larry Drake

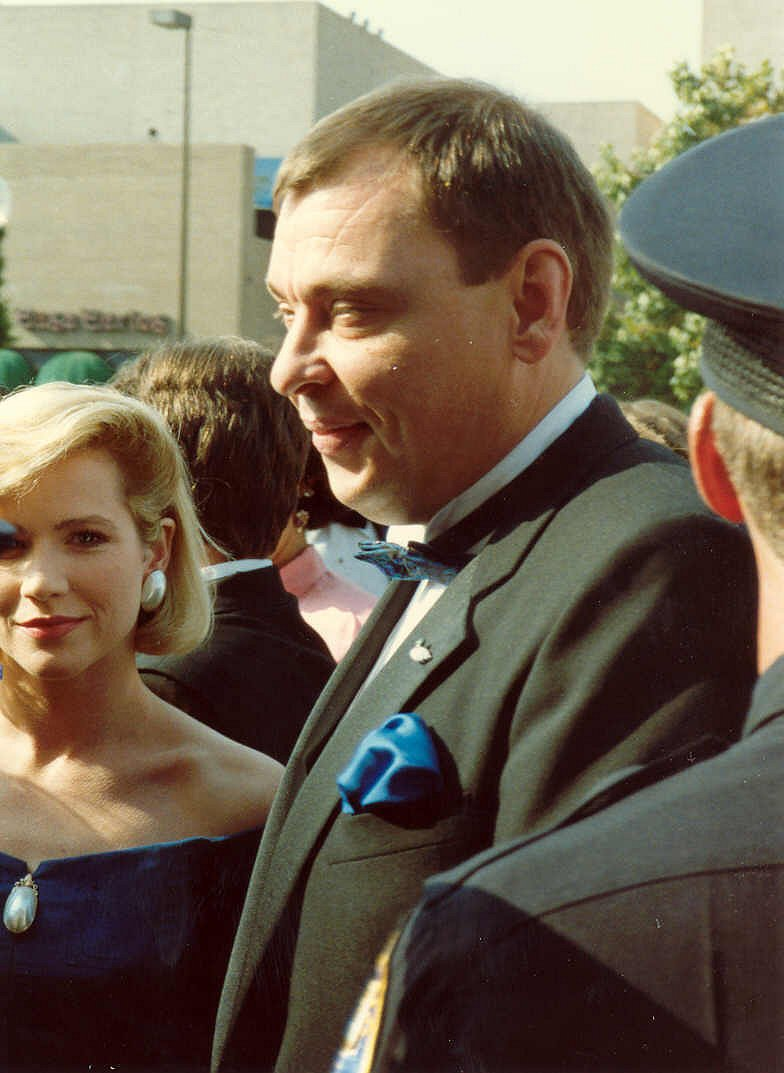
Larry Drake (1988)

Larry Drake (* 21. Februar 1950 in Tulsa, Oklahoma; † 17. März 2016 in Hollywood, Los Angeles, Kalifornien) war ein US-amerikanischer Schauspieler.

## Karriere
Nach seinem Studium an der University of Oklahoma begann er 1971 seine Arbeit als Schauspieler. Seine größten Erfolge erlebte er mit der Darstellung des geistig behinderten Büromitarbeiters Benny Stulwicz in der Fernsehserie L.A. Law – Staranwälte, Tricks, Prozesse, in der er von der zweiten bis zur achten Staffel mitwirkte. Während seines Filmschaffens spielte er in über 70 Produktionen für Kino und Fernsehen mit, jedoch meist in Nebenrollen.
Drake wurde von seinem Freund tot in seinem Haus in Hollywood gefunden.

## Filmografie (Auswahl)
- 1971: This Stuff’ll Kill Ya!
- 1975: Truckin’ Man
- 1980: Die große Keilerei (The Big Brawl)
- 1981: Die Rache des Gelynchten (Dark Night of the Scarecrow)
- 1983: Hardcastle & McCormick
- 1987–1994: L.A. Law – Staranwälte, Tricks, Prozesse (L.A. Law, Fernsehserie, 144 Folgen)
- 1989–1990: Geschichten aus der Gruft (Tales from the Crypt, Fernsehserie, zwei Folgen)
- 1990: Darkman
- 1992: Dr. Giggles
- 1994: Darkman II – Durants Rückkehr (Darkman II – The Return of Durant)
- 1996: Beast – Schrecken der Tiefe (The Beast)
- 1997: Prey – Gefährliche Spezies! (Prey, Fernsehserie, 14 Folgen)
- 1997: Bean – Der ultimative Katastrophenfilm (Bean)
- 1988: Paranoia – Allein mit dem Killer (Paranoia)
- 2000: Star Trek: Raumschiff Voyager (Fernsehserie, Folge 7x05 Kritische Versorgung)
- 2001: Dark Asylum
- 2001: American Pie 2
- 2006: College Animals 2 (National Lampoon’s Dorm Daze 2)
- 2008: Boston Legal (Fernsehserie, Folge 4x19 Denny for President)
- 2008: Star Wars: The Force Unleashed (Videospiel, Stimme)
- 2009: Dead Air

## Auszeichnungen
- 1988 und 1989: L.A. Law – Staranwälte, Tricks, Prozesse; Emmy für die Beste Nebenrolle
- 1989, 1990 und 1992: L.A. Law – Staranwälte, Tricks; Prozesse, Nominierung Golden Globe für die Beste Nebenrolle
- 1990: L.A. Law – Staranwälte, Tricks, Prozesse; Emmy-Nominierung für die Beste Nebenrolle
- 1991: Darkman, Nominierung Saturn Award für die Beste Nebenrolle